# Grupo Brasfanta
Brasfanta é um grupo econômico fundado em 1973 por Chang Sheng Kai, um imigrante de Taiwan. 
O grupo iniciou suas atividades em 1977 com a produção de ciclamato, matéria-prima utilizada nos adoçantes. 
A partir de 1983 a Brasfanta expande sua atuação no país com aquisições e parcerias em diversos segmentos (alimentos, laminados de pvc, bebidas não alcoólicas, empreendimentos imobiliários e sistema de gestão corporativa).